# Maianthemum
Maianthemum is een geslacht uit de aspergefamilie. De soorten komen verspreid voor in Noord-Amerika, Europa en Azië.

## Soorten
- Maianthemum amoenum
- Maianthemum atropurpureum
- Maianthemum bicolor
- Maianthemum bifolium (Dalkruid)
- Maianthemum canadense
- Maianthemum comaltepecense
- Maianthemum dahuricum
- Maianthemum dilatatum
- Maianthemum flexuosum
- Maianthemum formosanum
- Maianthemum forrestii
- Maianthemum fusciduliflorum
- Maianthemum fuscum
- Maianthemum gigas
- Maianthemum gongshanense
- Maianthemum henryi
- Maianthemum hondoense
- Maianthemum japonicum
- Maianthemum lichiangense
- Maianthemum macrophyllum
- Maianthemum mexicanum
- Maianthemum monteverdense
- Maianthemum nanchuanense
- Maianthemum oleraceum
- Maianthemum paludicola
- Maianthemum paniculatum
- Maianthemum purpureum
- Maianthemum racemosum
- Maianthemum robustum
- Maianthemum salvinii
- Maianthemum scilloideum
- Maianthemum stellatum
- Maianthemum stenolobum
- Maianthemum szechuanicum
- Maianthemum tatsienense
- Maianthemum trifolium
- Maianthemum tubiferum
- Maianthemum yesoense